# Joseph Paul Debosque
Joseph Paul Debosque est un homme politique français né le 12 juin 1758 à Toulouse (Haute-Garonne) et mort le 17 octobre 1844 à Portet (Haute-Garonne).

## Biographie
Avocat au Parlement de Toulouse en 1780, il est lieutenant particulier de la sénéchaussée de Lauzerte en 1786, puis juge au tribunal de district en 1791. Incarcéré sous la Terreur, il est ensuite juge de paix, commissaire près l'administration du département. Président du tribunal d'arrondissement en 1800, il est député de la Haute-Garonne de 1805 à 1811. Il est conseiller à la Cour d'appel de Toulouse de 1811 à 1830.

## Sources
- « Joseph Paul Debosque », dans Adolphe Robert et Gaston Cougny, Dictionnaire des parlementaires français, Edgar Bourloton, 1889-1891 [détail de l’édition]